# Роадс, Рэнди
Рэ́ндалл Уи́льям «Рэ́нди» Ро́адс (Ро́удс, англ. Randall William "Randy" Rhoads; 6 декабря 1956, Санта-Моника, Калифорния — 19 марта 1982, Лисберг, Флорида) — американский гитарист-виртуоз, автор песен.
В начальный период музыкальной деятельности был членом группы Quiet Riot, после начал играть с Оззи Осборном. Несмотря на то, что карьера Рэнди была недолгой, многие известные гитаристы признают его влияние на их творчество. Роадс увлекался классической гитарой (во время тура с Оззи он даже брал уроки) и старался совместить этот стиль со своим собственным.

## Ранние годы
Роадс родился 6 декабря 1956 года в больнице святого Иоанна в Санта Монике (Калифорния). Рэнди был младшим из трёх детей в семье. Его старший брат Даг, известный как Келли Роадс — барабанщик и вокалист, а также он делает аранжировки классических композиций. Сестру зовут Кэти. Мать Роадса с 1949 года была директором музыкальной школы в Северном Голливуде (Калифорния).
Рэнди начал играть на гитаре с 6 лет — его первым инструментом стал отцовский акустический Gibson. По словам матери Рэнди, он учился играть на фолк-гитаре (в то время это был популярный способ освоить инструмент), но уроки продлились недолго. Роадс постоянно совершенствовал технику, которая необходима лидер-гитаристу, играющему в стиле хард-рок и хеви-метал, но также на него оказала влияние классическая музыка. В интервью журналу «Hit Parader» Рэнди рассказал, что уроки классической гитары в то время не производили на него впечатления, ему хотелось играть только рок.
Позже, уже став гитаристом в группе Оззи Осборна, он начал понимать классическую гитару и даже стал брать уроки по собственному желанию.

## Quiet Riot
В 14 лет Роадс собрал группу под названием Violet Fox (по среднему имени его матери — Виолет). Место барабанщика занял старший брат Рэнди, а репертуар группы состоял из чужих песен. Violet Fox дали несколько выступлений в музыкальной школе. Группа исполняла песню «Mississippi Queen» (группа Mountain), а также композиции Элиса Купера, The Rolling Stones и Дэвида Боуи. Коллектив просуществовал около пяти месяцев. После распада Violet Fox Рэнди научил своего друга Келли Гарни играть на бас-гитаре, и вместе они собрали группу The Whore (репетиции проходили в ночном клубе Лос-Анджелеса «Rodney Bingenheimer’s English Disco»).
По словам матери Рэнди, вместе с Келли Гарни он собрал группу Quiet Riot, когда ему было около 17 лет. Вокалист Кевин Дюброу убедил музыкантов дать ему шанс и прошёл прослушивание, которое состоялось на кухне у Роадса. Барабанщик Дрю Форсит уже давно рассматривался как потенциальный член группы: раньше он иногда играл с Рэнди и Келли.
«Большое влияние на Рэнди в то время оказал гитарист Элиса Купера, Гленн Бакстон», — сказал Келли Гарни в беседе с изданием Vintage Guitar. «Рэнди нравились все странные звуки и эффекты, которые придумал Бакстон, и всегда указывал на них. Затем Мик Ронсон появился вместе с Боуи, и он тоже был шумным гитаристом. Рэнди это понравилось, поэтому он начал придумывать свои собственные странные звуки и шумы, и это оказалось основой его собственного стиля».
В начале Quiet Riot играли в маленьких барах Голливуда и на местных праздниках в Бербанке, но со временем группа дала концерты в двух музыкальных клубах Лос-Анджелеса — «Whisky a Go Go» и «Starwood», которые в то время считались главными в городе. Уже в то время Роадс стал лидер-гитаристом: он исполнял быстрые виртуозные куски, и чуть позже начал добавлять к ним шумы, аккорды и медленные вставки.
Роадс знал как завести аудиторию, его стиль привлекал слушателей. Но, несмотря на удачное продвижение на сцене, Quiet Riot не могли заключить крупный контракт на запись в США. В итоге, группе удалось подписать соглашение с японским лейблом «Sony Music Entertainment Japan», и на нём вышли альбомы Quiet Riot и Quiet Riot II. Критики характеризуют период творчества Рэнди в Quiet Riot как скучный и неизобретательный.
В это время, помимо концертов и репетиций с Quiet Riot, Рэнди давал уроки в музыкальной школе, в которой его мать была директором. Позже гитарист признавал, что работа с учениками очень помогла ему расти как музыканту. По словам учеников, Рэнди был очень добр к ним, и когда группа Quiet Riot выступала в Голливуде, он помещал их имена в список приглашённых на концерт.

## Карьера с Оззи Осборном

### Прослушивание
В 1979 году бывший вокалист Black Sabbath Оззи Осборн искал музыкантов для новой группы. Дейна Страм (в будущем он стал бас-гитаристом группы Slaughter) порекомендовал ему Рэнди. Гитаристу позвонили и пригласили на прослушивание. По словам самого Роадса, он не был очень заинтересован этим прослушиванием и пошёл на него только по просьбе Дейна Страма.
К моменту прихода Рэнди Оззи Осборн уже успел прослушать большое количество кандидатов, которые пытались подражать Тони Айомми. Вокалисту очень понравилось, что у Роадса был собственный стиль, и он не пытался «косить» под кого-нибудь из известных гитаристов. В то время Рэнди было 22 года.
После этого Роадс порекомендовал Quiet Riot своего друга гитариста Грега Леона и в ноябре 1979 года отправился в Великобританию писать новый альбом с Оззи.
Рэнди Роадс и Оззи Осборн писали музыку вместе. Иногда вокалист напевал мелодию, а гитарист подстраивал под неё придуманные им последовательности аккордов (так появились на свет песни «Goodbye To Romance» и «Mr. Crowley»). В других случаях Рэнди играл свои композиции, и если Оззи что-то нравилось, он просил его запомнить ту или иную часть.

### Blizzard of Ozz
Дебютный альбом Blizzard of Ozz был записан за шесть недель в марте и апреле, а затем выпущен в сентябре 1980-го года.
Во время записи Blizzard of Ozz стиль игры Роадса сильно изменился, так как Оззи Осборн и Боб Дэйсли предоставили ему полную свободу, разрешая играть всё, что он захочет.
Фанаты сразу же полюбили альбом, отличительной чертой которого стал неоклассический стиль игры Роадса. Перед выходом Blizzard of Ozz было издано два сингла: Mr. Crowley и Crazy Train. Тур в поддержку альбома по Великобритании 1980-81 года прошёл при участии Боба Дэйсли и Ли Керслэйка. До начала тура по США Шэрон Осборн уволила из группы Боба Дэйсли и Ли Керслэйка, а на их место были приглашены Томми Олдридж и Руди Сарзо.
Звукорежиссёр Макс Норман, работавший над альбомом рассказал, что Рэнди очень беспокоился за то, что играл и делал всё очень скрупулёзно: если в соло была хотя бы пара ошибок, он делал его заново. Все гитарные партии были записаны на его кастомной гитаре Polka Dot V с рисунком в горошек и Gibson Les Paul Custom. Любимыми композициями Роадса с первого LP стали «Revelation» и «Mr. Crowley» — ему нравилось, что в них есть влияние классической музыки.
Композиция «Crazy Train» с этого альбома в ноябре 2010 года была помещена компанией Gibson на третье место в список лучших по её мнению гитарных риффов 80-х годов. В 2016 году рифф песни «Crazy Train» занял 12-е место в рейтинге «100 величайших гитарных риффов всех времён» по версии журнала Guitar Player.  В 2017 году по результатам опроса World Guitar Day гитарный рифф песни «Crazy Train» занял 10-е место в рейтинге величайших гитарных риффов всех времён.

### Diary of a Madman
В октябре 1981 года вышел альбом Diary of a Madman. По словам звукорежиссёра Макса Нормана, к моменту записи альбома Рэнди Роадс стал играть ещё лучше. Сам гитарист говорил, что очень вырос во время турне с Blizzard of Ozz. У музыкантов не было очень много времени, как при записи предыдущего альбома, и сам Рэнди рассказал, что не мог искать именно то, что он хотел сыграть, и к моменту прибытия в студию у группы были лишь наброски песен.
В это время Рэнди Роадс сказал Оззи и остальным членам группы, что собирается на несколько лет оставить рок-музыку для того, чтобы получить образование по классу классической гитары в Калифорнийском университете в Лос-Анджелесе. Во время интервью для журнала «Hit Parader» у Рэнди спросили, собирается ли он бросить рок-н-ролл и он ответил: «Вовсе нет. Я люблю играть рок-н-ролл, просто я хочу стать хорошим гитаристом. Я не считаю, что должен удовлетвориться только одним стилем. Если любишь играть на гитаре, следует изучить столько направлений, сколько возможно».
Ещё при жизни Роадса фирма-производитель гитар Jackson выпустила специальную модель «Rhoads». Самому гитаристу было предоставлено два экземпляра: чёрный и белый. Рэнди Роадс не дожил до того момента, когда их начали выпускать для продажи.

## Гибель

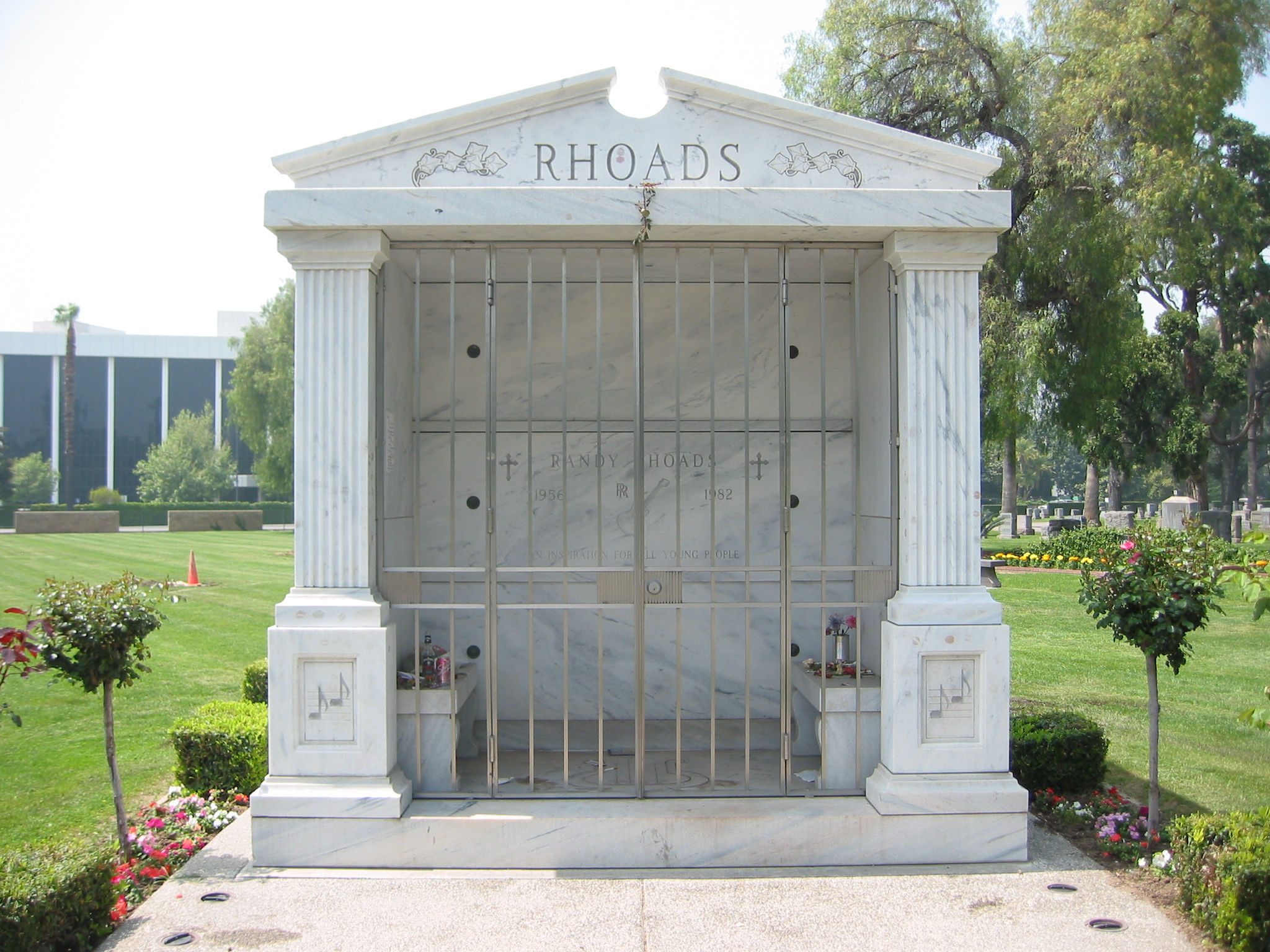
Могила Рэнди Роадса в Сан-Бернандино (Калифорния)

Последний концерт Рэнди состоялся в четверг 18 марта 1982 года в городе Ноксвилл в Knoxville Civic Coliseum. 19 марта группа направлялась на фестиваль в Орландо. После длительного ночного переезда музыканты остановились возле городка Лисбург во Флориде. На территории, принадлежащей компании Calhoun Brothers, занимающейся организацией гастролей, находилась взлетно-посадочная полоса с вертолетами и небольшими самолетами. Без разрешения водитель туристического автобуса и частный пилот Эндрю Эйкок взял одномоторный самолет Beechcraft F35, зарегистрированный на Майка Партина. Первым с ним полетел клавишник группы Дон Эйри, и всё прошло хорошо. После этого Эйри уговорил Рэнди полететь следующим.
Рэнди, который боялся летать, согласился на полёт в основном потому, что у парикмахерши группы Рэйчел Янгбла, которая также была в самолёте, было слабое сердце, и пилот пообещал не делать резких манёвров. Кроме того, Рэнди увлекался фотографией и захотел сделать несколько снимков автобуса из самолёта.
Во время полёта Оззи, его жена Шэрон и басист Руди Сарзо спали в автобусе, и для того чтобы их разбудить, пилот сделал несколько резких снижений. Во время третьего самолёт задел левым крылом заднюю часть автобуса. Самолёт содрал часть крыши автобуса и столкнулся с большой сосной, прежде чем рухнуть на крышу гаража рядом с близлежащим особняком. Самолёт взорвался и сгорел. Все трое пассажиров погибли на месте и были опознаны только по отпечаткам зубов.  Увидев, что от взрыва вспыхнул стоявший рядом с гаражом дом, проснувшийся Осборн помог выбраться наружу проживавшему там старику.
По словам жены пилота, он делал такие низкие заходы рядом с автобусом, чтобы убить её, так как она находилась рядом с транспортным средством.
При вскрытии пилота в крови были найдены следы кокаина.
Рэнди Роадс похоронен на одном кладбище со своими родителями в Сан-Бернардино (Калифорния).

## Оборудование и музыкальные предпочтения
Рэнди Роадс предпочитал играть на узких ладах. Ему нравился звук хамбакеров, а также стратовский звук. Рэнди использовал струны GHS 0.10 или 0.11, так как считал, что они дают «настоящий металлический звук», и медиаторы средней толщины. Из эффектов музыкант пользовался MXR Distortion Plus, эквалайзером MXR, wah-педалью Cry-Baby, хорусом MXR, флэнджером MXR и эхо Korg.
Роадс любил Mountain и считал, что Лесли Уэст один из лучших гитаристов. Также музыкант слушал Ричи Блэкмора, Джеффа Бэка, и огромное количество других музыкантов.
Рэнди говорил, что в равной степени любит классическую музыку и блюз-рок. Из гитаристов он выделял Эдди Ван Халена, Алана Холдсуорта, Энди Саммерса, Пэта Мэтини, Джона Маклафлина, Лесли Уэста, Эрла Клафа, Майкла Шенкера, Стива Люкатера, Ронни Монтроуза, а также всех британских виртуозов 70-х годов, которые использовали вибрато.

Но у меня нет ни одного гитарного альбома. Я слушаю много ненавязчивой фоновой музыки, которая не заставляет думать. Я слушаю музыку не для того, чтобы что-то взять от неё. Я слушаю, чтобы расслабиться и слушаю в обществе. В основном я люблю мягкий джаз и классику. Если я один, люблю слушать громко тяжёлый рок, но только не в собственном доме.

## Влияние на других музыкантов
Несмотря на то, что жизнь и музыкальная карьера Рэнди Роадса были недолгими, многие известные музыканты признают, что он оказал на них большое влияние. Среди них: Закк Уайлд, Дарон Малакян, Даймбэг Даррелл, Джордж Линч, Энди Ла Рок,  Пол Гилберт, Buckethead, 
Джон Петруччи и многие другие.

## Мнения
Оззи Осборн был в восторге от Рэнди и называл его человеком, с которым лучше всего работать. Оззи восхищался отношением Рэнди к делу, и легко находил с ним общий язык.

Рэнди был так уникален, что я не думаю, что люди когда-либо поймут, что его талант был не только в рок-н-ролле, но в любом другом деле. Он был феноменален в классике. Мы полюбили друг друга очень сильно. Клянусь богом, день, когда он умер — это трагедия моей жизни. Я занимаюсь музыкой очень долго, и если я когда-либо мог сказать, что встретил звезду от рождения, то это был парень, которого звали Рэнди Роадс. Бог благословил его. Да здравствует Рэнди Роадс! Если бы я мог сказать это одним словом, и люди поверили бы мне, несмотря на мою репутацию сумасшедшего, которую я имею, то я бы сказал, что он был самым преданным музыкантом из всех, кого я встречал в своей жизни. Он был мастером этого искусства.

Эдди ван Хален говорил, что Роадс был честным и очень хорошим гитаристом. Компания-производитель музыкальных инструментов Gibson отвела музыканту третье место в десятке лучших хеви-металлических гитаристов.

## Достижения
- В декабре 1981 года большинство читателей журнала Guitar Player проголосовало за Рэнди в номинации «лучший новый талант»[24].
- В декабре 1981 года Роадс стал «лучшим хэви-метал гитаристом» по опросу читателей британского еженедельника Sounds.[источник не указан 481 день]
- Занял 85-е место в списке 2003-го года «100 величайших гитаристов всех времён» по версии журнала Rolling Stone и 36-е место в обновлённом списке 2011 года[25].
- Занял 4-е место в списке 100 лучших хэви-метал гитаристов по версии журнала Guitar World.[26]
- Гитарные соло к песням «Crazy Train» и «Mr. Crowley» по результатам опроса читателей журнала Guitar World заняли 9 и 28 место в списке 100 величайших гитарных соло всех времён[27].
- Соло из «Crazy Train» заняло 10-е место в списке «50 величайших гитарных соло всех времён» по версии журнала Total Guitar[28] и 12-е место в списке «20 величайших гитарных соло всех времён» по версии журнала Guitar Player[29].
- Гитарное соло из песни «I don’t know» вошло в список «100 величайших гитарных соло всех времён» по версии журнала Classic Rock[30].
- Включён в список «50 самых быстрых гитаристов всех времён» по версии журнала Guitar World.[31]
- Песня «Crazy Train» занимает 51 место в списке 100 лучших гитарных композиций по версии журнала Rolling Stone.[32]
- Включён в список величайших гитаристов всех времён журналом Classic Rock[33].
- В 2023 году включён в список «100 величайших гитаристов всех времён» по версии журнала Total Guitar[34].
- В 2024 году вошёл в десятку лучших хэви-метал гитаристов всех времён по версии журнала Forbes[35]
- В 2017 году включён в Зал славы истории хэви-метала[36].
- В 2021 году посмертно введён в Зал славы рок-н-ролла[37].

## Дискография

### В составе Quiet Riot
- Quiet Riot (1978)
- Quiet Riot II (1978)

### С Оззи Осборном
- Blizzard of Ozz (1980)
- Diary of a Madman (1981)
- Tribute (1987) (посмертный альбом)